# James Henry Thomas

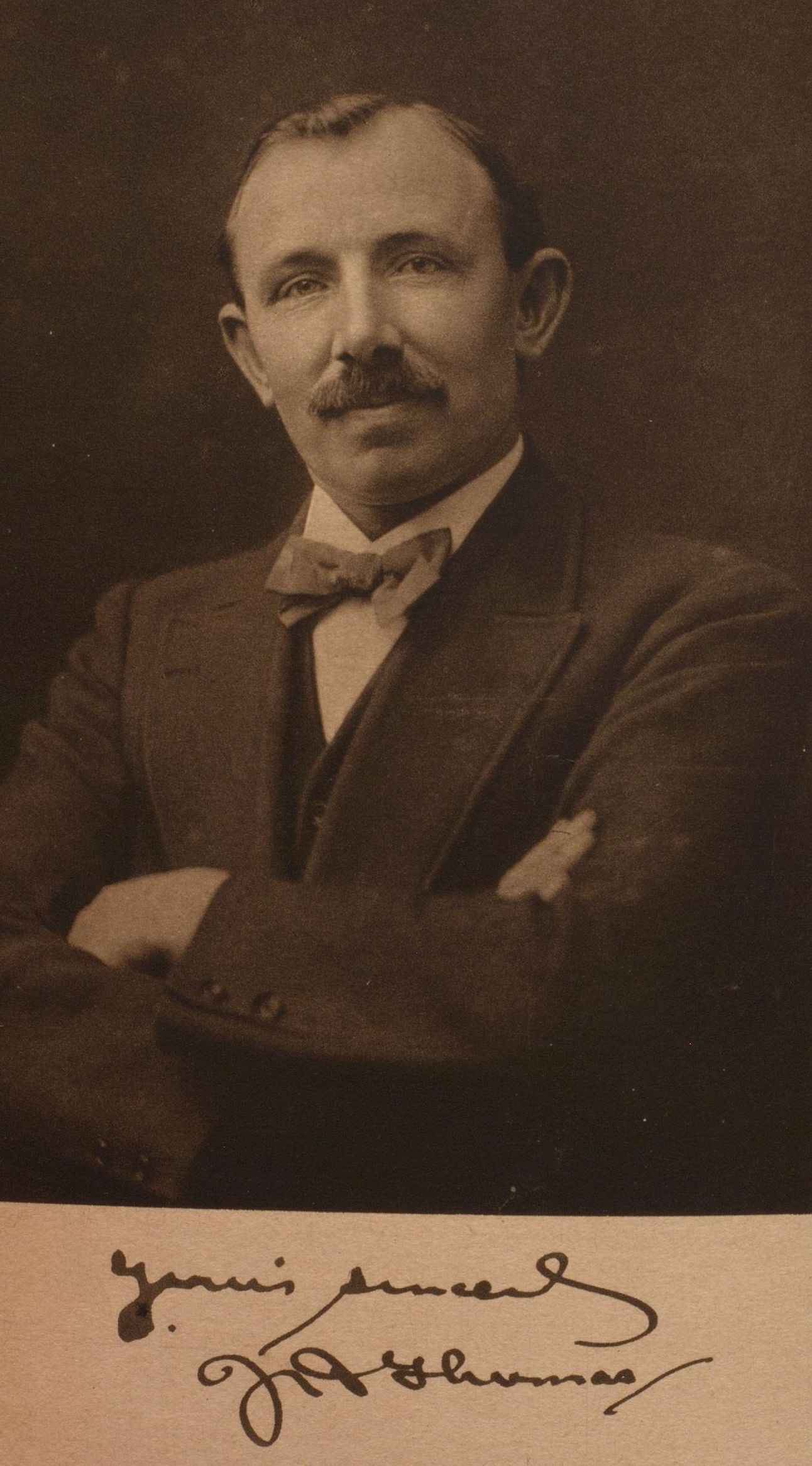
James Henry Thomas, um 1921

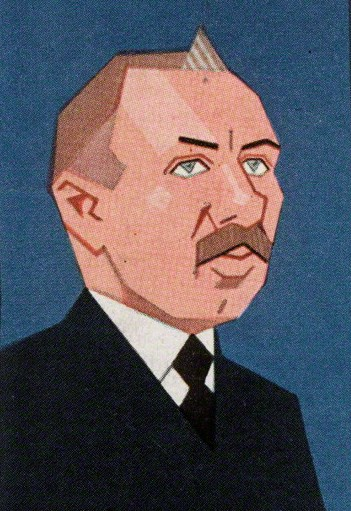
Karikatur von James Henry Thomas (1926)

James „Jimmy“ Henry Thomas PC (* 3. Oktober 1874 in Newport, Monmouthshire, Wales; † 21. Januar 1949 in London) war ein britischer Gewerkschaftsfunktionär und Politiker der Labour Party, der 26 Jahre lang den Wahlkreis Derby als Mitglied des House of Commons vertrat und mehrmals Minister für die Dominions sowie Minister für die Kolonien sowie von 1929 bis 1930 Lordsiegelbewahrer war. 1936 musste er wegen des Verrats von Haushaltsgeheimnissen als Kolonialminister zurücktreten und verzichtete auch auf sein Mandat als Abgeordneter im Unterhaus. 

## Leben

### Arbeiter und Gewerkschaftsfunktionär
Thomas absolvierte seine schulische Ausbildung in den staatlichen Schulen seiner Geburtsstadt Newport und arbeitete früh als Botenjunge in einer Drogerie sowie anschließend als Maschinenreiniger im dortigen Eisenbahndepot, ehe er als Feuerwehrmann in Swindon Beschäftigung fand. In dieser Zeit begann auch sein gewerkschaftliches und politisches Engagement in der Kommunalpolitik, als er für die Labour Party zum Mitglied des Stadtrates von Swindon gewählt wurde.
1904 wurde er zum Präsidenten der Vereinigten Gewerkschaft der Eisenbahnbeschäftigten ASRS (Amalgamated Society of Railway Servants) gewählt sowie 1905 in dieser Funktion wiedergewählt. Anschließend wurde er 1906 hauptberuflicher Gewerkschaftsfunktionär in Manchester und danach in Südwales.

### Unterhausabgeordneter, Generalsekretär der NUR und Erster Weltkrieg
Nachdem Richard Bell wegen der Annäherung der ASRS an die Labour Party 1910 von seinem Amt als Generalsekretär dieser Gewerkschaft zurückgetreten war und auch sein Unterhausmandat niedergelegt hatte, wurde Thomas als dessen Nachfolger für die Labour Party am 15. Januar 1910 in Bells bisherigem Wahlkreis Derby erstmals zum Mitglied des House of Commons gewählt und vertrat diesen Wahlkreis mehr als 26 Jahre lang bis zum 11. Juni 1936.
Zugleich wurde Thomas auch Vize-Generalsekretär der ASRS und damit Vertreter von deren Generalsekretärs J. E. Williams. In dieser Funktion war er 1911 maßgeblich an der Beilegung eines Eisenbahnstreiks in Liverpool beteiligt und 1913 Führer der Verhandlungen mit den kleineren Gewerkschaften UPSS (United Pointsmen and Signalmen’s Society) und GRWU (General Railway Workers' Union) über den Zusammenschluss mit der ASRS zur Nationalen Union der Eisenbahnbeschäftigten NUR (National Union of Railwaymen), deren Generalsekretär er 1917 als Nachfolger von James Edwin Williams wurde. Diese Funktion bekleidete er bis 1931.
Während des Ersten Weltkrieges leistete er erhebliche Unterstützung bei der Durchführung von Kampagnen und war 1917 Mitglied einer Delegation, die unter der Leitung von Außenminister James Balfour an einer Reise in die USA teil. 1917 wurde er zudem zum Mitglied des Privy Council berufen.

### Nachkriegszeit, Präsident des TUC und Kolonialminister
Die Nachkriegsjahre waren geprägt von zahlreichen Streiks bei den Eisenbahnen, wobei es ihm erfolgreich gelang diese nach Verhandlungen mit den Eisenbahngesellschaften zu beenden, die zu einer Verdoppelung der Löhne bei gleichzeitiger Verbindung der Lohnerhöhungen mit den Steigerungsraten für die Lebenshaltungskosten führten.
1920 wurde er zudem Nachfolger von G. H. Stuart-Bunning als Präsident des Dachverbandes der Gewerkschaften TUC (Trades Union Congress) und übte diese Funktion turnusgemäß für ein Jahr bis zu seiner Ablösung durch Edward L. Poulton 1921 aus. Als Präsident des TUC war er 1920 und 1921 maßgeblich am Zustandekommen der Dreierallianz von Eisenbahn-, Bergwerk- und Transportarbeiter beteiligt, um den Einsatz bewaffneter Kräfte gegen die Sowjetunion zu verhindern. 1920 verlieh ihm die University of Cambridge einen Ehrendoktor der Rechtswissenschaften (Honorary Doctor of Laws).
Des Weiteren war er zwischen 1920 und 1924 Präsident des Internationalen Gewerkschaftsverbandes IFTU (International Federation of Trade Unions) sowie von Mai 1923 bis Januar 1924 Mitglied der Exekutive der Sozialistischen Arbeiterinternationale (SAI).
Am 23. Januar 1924 wurde Thomas von Premierminister Ramsay MacDonald in die erste Regierung der Labour Party in der Geschichte des Vereinigten Königreiches berufen und übernahm in dieser bis zum 3. November 1924 erstmals das Amt des Ministers für die Kolonien (Secretary of State for the Colonies). In seiner kurzen Amtszeit unternahm er eine Reise auf die British West Indies und entwickelte sein lebenslanges Interesse für die britische Kolonialpolitik.

### Generalstreik 1926, Lordsiegelbewahrer und Weltwirtschaftskrise
Thomas war Mitglied des Exekutivkomitees des Trades Union Congress, der im Mai 1926 zum Generalstreik aller seiner Mitglieder aufrief. Dabei übte er einen moderaten Einfluss aus, der die gefährliche Situation vermied, dass dieser Generalstreik außer Kontrolle geriet. Dies führte letztlich zur Beilegung des Streiks mit dem Versprechen zur Wiederaufnahme der Verhandlungen, wenngleich die Miners’ Federation of Great Britain (MFGB) von diesem Kompromiss abwich und die Bergarbeiter noch mehrere Monate weiter streikten. 1926 wurde ihm von der University of Oxford ein Ehrendoktor des Zivilrechts (Honorary Doctor of Civil Laws) verliehen.
Bei den Unterhauswahlen vom 30. Mai 1929 gewann die Labour Party 287 Sitze und wurde damit zur größten Fraktion im House of Commons. MacDonald wurde daraufhin am 8. Juni 1929 abermals Premierminister, war aber erneut auf die Unterstützung der Liberal Party angewiesen. Thomas wurde daraufhin von MacDonald zum Lordsiegelbewahrer (Lord Privy Seal) und Minister für Beschäftigung (Minister of Employment) in dessen zweite Regierung berufen. 
Als solcher sah er sich mit der Aufgabe betraut, die notwendigen Schritte gegen die stark anwachsende Zahl der Arbeitslosen vorzubereiten, die als Phänomen der Weltwirtschaftskrise zahlreiche Industrienationen betraf. In der Hoffnung den Handel mit den Staaten des Commonwealth of Nations zu stärken, reiste er nach Kanada. Als Ergebnis dieses Besuchs kam es zur Organisation einer Imperial Economic Conference, die später zu den Vereinbarungen von Ottawa führten, die einen Vorzugszolltarif (Preferential Tariff) für das Gebiet des Commonwealth begründeten. In seiner Funktion als Minister für Beschäftigung wurde ihm der Minister ohne Geschäftsbereich Oswald Mosley beigeordnet, dessen radikalen Vorschläge zur Bekämpfung der Arbeitslosigkeit jedoch stets von ihm oder vom Kabinett zurückgewiesen wurde. Der immerfort ungeduldige Mosley stellte schließlich sein komplettes Programm als Mosley Memorandum zusammen, das vom Kabinett abgelehnt wurde, worauf er im Mai 1930 zurücktrat.

### Minister für die Dominions und die National Governments 1931 bis 1936
Trotz seiner Anstrengungen gelang es Thomas jedoch nicht, das Arbeitslosenproblem zu lösen, so dass er in der Hochphase der Weltwirtschaftskrise am 5. Juni 1930 als Lordsiegelbewahrer mit der Verantwortung für die Beschäftigungspolitik vom früheren Postminister Vernon Hartshorn abgelöst wurde.
Er selbst übernahm daraufhin am 5. Juni 1930 das aus dem Kolonialministerium herausgelöste Amt des Ministers für die Dominions (Secretaries of State for Dominion Affairs). Als Nachfolger von Kolonialminister Sidney Webb, 1. Baron Passfield war er damit zuständig für die Dominions Kanada, Neuseeland, Südafrika, Neufundland und Irischer Freistaat sowie die Kronkolonie Südrhodesien verantwortlich.
Nachdem es am 24. August 1931 in der Hochphase der Weltwirtschaftskrise durch Premierminister MacDonald zur Bildung der sogenannten National Government aus Labour Party, Conservative Party und Liberal Party kam, blieb Thomas weiterhin Minister für die Dominions. Zugleich übernahm er von Baron Passfield aber auch am 25. August 1931 vorübergehend das Amt des Kolonialministers, welches er bis zu seiner Ablösung durch Philip Cunliffe-Lister am 5. November 1931 bekleidete. Das Amt des Ministers für die Dominions übte er hingegen auch in der Nationalregierung von MacDonalds Nachfolger als Premierminister, Stanley Baldwin, bis zu seiner Ablösung durch Malcolm MacDonald am 22. November 1935 aus. 
Thomas gehörte von November 1930 bis Januar 1931 sowie erneut zwischen September und Dezember 1931 zu den britischen Teilnehmern bei den ersten beiden britisch-indischen Round-Table-Konferenzen in London. Zu seinen engsten Mitarbeitern jener Zeit gehörte James Thomas, der von 1932 bis 1935 sein Parlamentarischer Privatsekretär war, sowie sein Privatsekretär Edward Marsh.

### Parteiausschluss 1931 sowie Wiederwahlen 1931 und 1935
Sein Eintritt in die National Government führte dazu, dass er zusammen mit den drei anderen Kabinettsmitgliedern der Labour-Party (Premierminister Ramsay MacDonald, Schatzkanzler Philip Snowden und Lordkanzler John Sankey, 1. Baron Sankey) aus der Labour Party ausgeschlossen wurde. Daraufhin trat er der National Labour Organisation, die 1931 von Ramsay MacDonald nach seinem Parteiausschluss mitgegründet wurde. Gleichzeitig deutete sich der Unmut der Gewerkschaft darin aus, dass er auch seinen Posten als Generalsekretär der NUR verlor und durch seinen bisherigen Vize-Generalsekretär Charlie Cramp abgelöst wurde.
Trotz seines Parteiausschlusses wurde Thomas jedoch bei den Unterhauswahlen vom 27. Oktober 1931 mit 49.257 Stimmen (36,4 Prozent) sowie vom 14. November 1935 mit 37.566 Stimmen (30,08 Prozent) im Doppel-Wahlkreis Derby wiedergewählt, den er sich mit jeweils mit William Allan Reid von den konservativen Tories teilte.
Im November 1935 unterstützte er unter anderem Frederick Bellenger bei dessen Kandidatur für ein Unterhausmandat im Wahlkreis Bassetlaw. Bellenger verstand sich eigentlich als Vertreter der Industrie, wurde in dieser Situation zu einem Symbol der Abneigung der Bergleute gegenüber den Bergwerksbetreibern, der National Government von Premierminister Ramsay MacDonald von der National Labour Organisation sowie den örtlichen Vertretern der Regierung. Dies wurde unter anderem deutlich, als Thomas als früherer Generalsekretär der Eisenbahnergewerkschaft NUR (National Union of Railwaymen) und damalige Minister für Angelegenheiten der Dominions bei Wahlkampfauftritten in Worksop und Retford ausgebuht wurde.

### Kolonialminister in der Regierung Baldwin und Rückzug aus der Politik 1936
Im Rahmen einer Umbildung der Nationalregierung Baldwins übernahm er am 22. November 1935 von Malcolm MacDonald wieder das Amt des Ministers für die Kolonien, während dieser wiederum sein eigener Nachfolger als Minister für die Dominions wurde.
Am 22. Mai 1936 musste Thomas als Kolonialminister zurücktreten, nachdem es zu vorzeitigen finanziellen Veränderungen im Haushalt seines Ministeriums kam und ihm somit Verletzungen des Haushaltsrechts vorgeworfen wurden. Dabei ging es um Geheimnisverrat gegenüber seinen Sohn, den Börsenmakler Leslie Thomas, sowie an den Unternehmer Alfred Cosher Bates. Sein Nachfolger als Kolonialminister wurde daraufhin am 28. Mai 1936 der bisherige Minister für öffentliche Arbeiten (First Commissioner of Works), William Ormsby-Gore.
Zugleich legte er auch sein Unterhausmandat nieder. Bei der dadurch notwendig gewordenen Nachwahl (By-election) vom 9. Juli 1936 konnte sich Philip John Noel-Baker von der Labour Party mit 28.419 Wählerstimmen (52,5 Prozent) deutlich gegen den Kandidaten der National Labour Organisation, Archibald George Church, durchsetzen, auf den 25.666 Stimmen (47,5 Prozent) entfielen.
Im Anschluss zog sich Thomas, der zeitweilig auch Friedensrichter (Justice of the Peace) der Grafschaft Kent sowie Gouverneur des Dulwich College, aus dem politische Leben zurück. Er starb am 21. Januar 1949 in London. Aus seiner 1898 mit Agnes Hill geschlossenen Ehe gingen zwei Söhne sowie zwei Töchter hervor.

## Veröffentlichungen
- When Labour rules, 1920
- My story, 1937